# Culicoides gabaldoni
Culicoides gabaldoni är en tvåvingeart som beskrevs av Ortiz 1954. Culicoides gabaldoni ingår i släktet Culicoides och familjen svidknott. Inga underarter finns listade i Catalogue of Life.